# Erythrocles
Erythrocles – rodzaj ryb z rodziny kraśniakowatych (Emmelichthyidae).

## Klasyfikacja
Gatunki zaliczane do tego rodzaju:
- Erythrocles acarina
- Erythrocles microceps
- Erythrocles monodi
- Erythrocles schlegelii
- Erythrocles scintillans
- Erythrocles taeniatus